# Penn Jillette

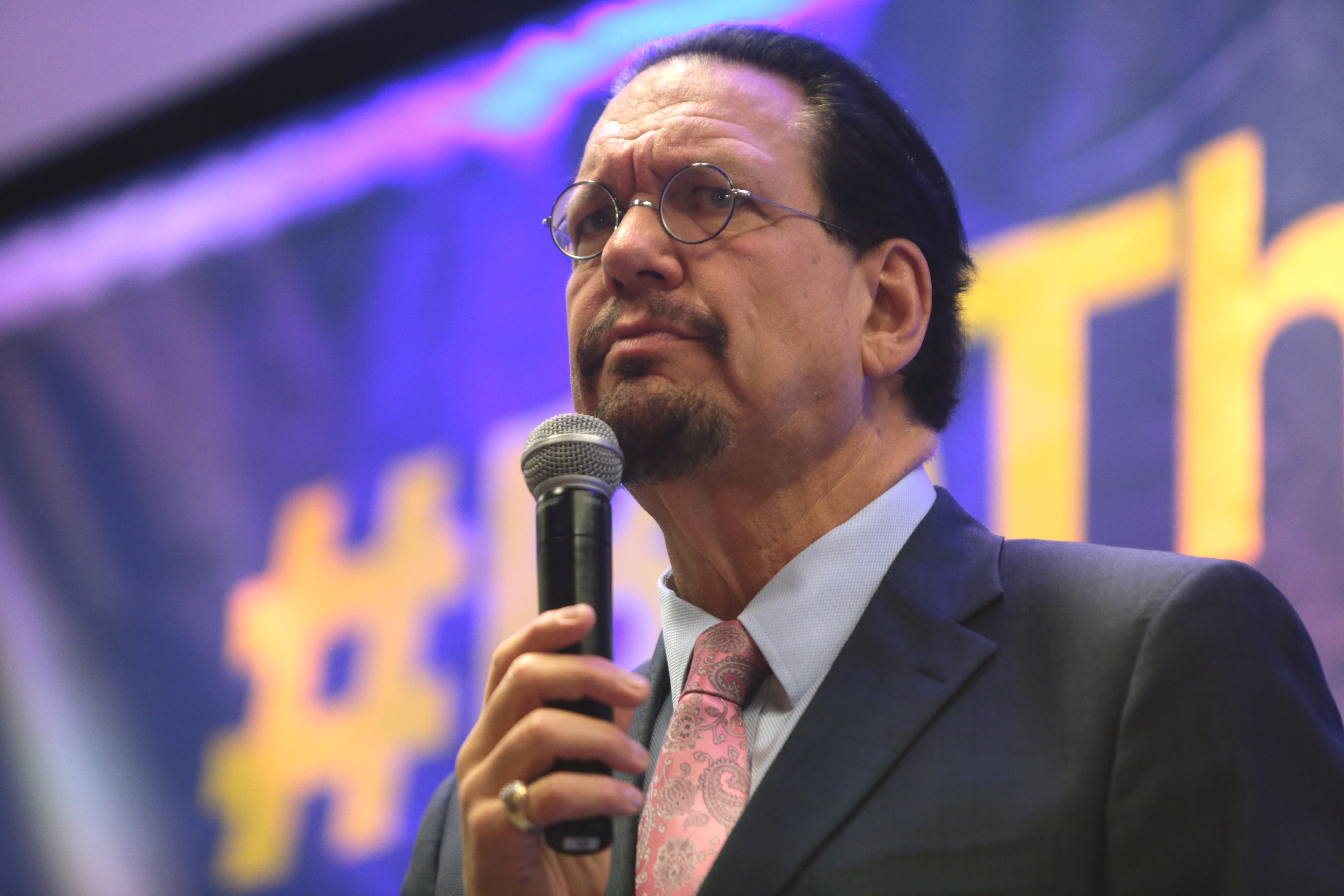
Penn Jillette 2016.

Penn Fraser Jillette, född den 5 mars 1955 i Greenfield, Massachusetts, är en amerikansk illusionist, komiker och jonglör som tillsammans med Teller bildar trollkonstnärsduon Penn & Teller. 
Penn tillsammans med Teller ledde förut TV-programmet Bullshit!, ett program med skeptisk inriktning där de bland annat redde ut områden som kiropraktik, PETA och Bibeln. Bullshit! sändes mellan åren 2003-2010 på den amerikanska TV-kanalen Showtime.
Jillette är medlem i Libertarian Party, och flera referenser till just libertarianism görs i Bullshit!

## Filmografi (urval)
- 2025 – Marty Supreme
- 2024 – Borderlands
- 2015 – Sharknado 3: Oh Hell No!
- 2005 – The Aristocrats (även produktion)
- 2004 – Michael Moore Hates America
- 2003-2009 - Bullshit! (TV-serie; även manus)
- 1999 – Fantasia 2000
- 1999 - Simpsons, avsnitt Hello Gutter, Hello Fadder (gäströst i TV-serie)
- 1998 – Fear and Loathing in Las Vegas
- 1996-1997 - Sabrina tonårshäxan (gästroll i TV-serie)
- 1995 – Toy Story (röst)
- 1995 – Hackers
- 1994 – Lois & Clark (TV-serie) (gästroll, avsnitt Illusions of Grandeur)
- 1989 – Penn & Teller Get Killed
- 1987 – Hårda killar dansar inte